# Stefanus II van Blois
Stefanus II Hendrik van Blois (?, 1045 - Ramla, 19 mei 1102) was graaf van Blois, Chartres, Dunois en Meaux, en was een van de leiders van de Eerste Kruistocht.
Hij was de oudste zoon van Theobald III van Blois en zijn, vrij snel verstoten, eerste echtgenote Garsende van Maine.

## Levensloop
Als jonge man nam Stefanus deel aan de oorlog van Blois tegen Anjou in 1061. In 1074 kreeg hij van zijn vader het bestuur over Blois en Chartres. Hij trouwde in 1080 met Adela van Normandië, een zus van Robert van Normandië en dochter van Willem de Veroveraar. Stefanus nam in 1088 deel aan de mislukte opstand tegen koning Filips I van Frankrijk. Daarna onderwierp hij zich aan de koning. In 1089 volgde hij zijn vader op als graaf van Blois, Chartres, Dunois, Châteaudun, Sancerre en Meaux, en deed hij een schenking aan de abdij van Pontylevoy voor het zielenheil van zijn ouders. Stefanus onderdrukte voor de koning een opstand van graaf Bouchard van Corbeil. Ook verwierf hij door erfenis het graafschap van de Champagne.
Stefanus nam deel aan de Eerste Kruistocht en ontpopte zich als een van de leiders van de onderneming. Twee van zijn enthousiaste brieven aan zijn vrouw zijn bewaard gebleven. Stefanus was de leider van het beraad van de kruisvaarders tijdens het beleg van Nicea en een van de aanvoerders tijdens het Beleg van Antiochië. Stefanus begon eraan te twijfelen of de stad kon worden ingenomen en kreeg genoeg van de maandenlange ontberingen en gevaren van het beleg. Daarom verliet hij het beleg en keerde terug naar huis, twee dagen na zijn vertrek werd de stad door de kruisvaarders ingenomen. Stefanus kwam thuis met grote schatten maar kreeg al snel de reputatie van een lafaard. Toen hij in 1100 de kans kreeg om met de Kruisvaart van 1101 mee te gaan, stond zijn vrouw erop dat hij meeging. Deze kleine kruistocht wist nog Ankara te veroveren maar was daarna eigenlijk een mislukking. Stefanus wist na de nederlaag bij Mersivan (waar hij Raymond IV van Toulouse wist te redden) via Tarsus naar Antiochië te vluchten, in februari 1102 kwam hij met de overblijfselen van de kruisvaarders aan in Jeruzalem. Stefanus reisde af naar huis maar zijn schepen werden door een storm gedwongen terug te keren naar Jaffa. Daarop nam hij deel aan de Slag bij Ramla, tijdens deze slag werd Stefanus gedwongen om zich met andere ridders terug te trekken in een uitkijktoren. Tijdens de gevechten rond de toren werd Stefanus gedood voordat de hoofdmacht van de kruisvaarders de toren kon ontzetten.

## Kinderen
Stefanus en Adela kregen de volgende kinderen:
- mogelijk Humbert, graaf van Vertus
- Willem I van Sully, graaf van Chartres en door zijn vrouw graaf van Sully. Dwong in 1103 de burgers van Chartres tot een eed dat zij de bisschop van Chartres zouden doden. Werd onterfd omdat hij onbekwaam zou zijn voor het bestuur en behield alleen het graafschap Sully.
- Theobald IV (?-1152)
- Odo
- Mathilde (?-1120), in 1115 gehuwd met Richard van Avranches, graaf van Chester, verdronken bij het vergaan van het White Ship
- mogelijk Agnes, gehuwd met Hugo III van Puiset (?-1132), burggraaf van Chartres
- mogelijk Adela, in 1112 gehuwd met Miles van Montlhery, burggraaf van Troyes (?-1118), gescheiden in 1113
- Eleonora, gehuwd met graaf Roeland I van Vermandois (?-1152)
- Stefanus van Blois, koning van Engeland
- mogelijk Alice, gehuwd met Reinout III van Joigny.
- Hendrik (ovl. 1171), kapelaan van keizerin Mathilde van Engeland, in 1118 door keizer Hendrik V benoemd tot bisschop van Verdun maar dit stuitte op verzet van de paus. Toen de paus eindelijk akkoord ging verzette keizer Hendrik zich weer tegen de benoeming. Dit leidde tot gewapende conflicten en Hendrik kon ternauwernood uit Verdun ontsnappen door de Maas over te zwemmen. Hendrik werd monnik in Cluny en werd later abt van Bermondsey. In 1124 werd een vrede bereikt en werd Hendrik weer bisschop van Verdun. In 1126 werd hij ook abt van Glastonbury. Hendrik gaf in 1129 het bisdom van Verdun op, en werd bisschop van Winchester. In 1136 werd hij benoemd tot aartsbisschop van Canterbury.

Stefanus zou voor zijn huwelijk nog een dochter hebben gehad: Emma, getrouwd met Herbert FitzHenry, kamerheer van de koning van Engeland

Wapen van het huis Blois

## Voorouders
| Voorouders van Stefanus II van Blois (1045-1102) | Voorouders van Stefanus II van Blois (1045-1102)              | Voorouders van Stefanus II van Blois (1045-1102)              | Voorouders van Stefanus II van Blois (1045-1102)              | Voorouders van Stefanus II van Blois (1045-1102)              | Voorouders van Stefanus II van Blois (1045-1102)            | Voorouders van Stefanus II van Blois (1045-1102)            | Voorouders van Stefanus II van Blois (1045-1102)            | Voorouders van Stefanus II van Blois (1045-1102)            |
| ------------------------------------------------ | ------------------------------------------------------------- | ------------------------------------------------------------- | ------------------------------------------------------------- | ------------------------------------------------------------- | ----------------------------------------------------------- | ----------------------------------------------------------- | ----------------------------------------------------------- | ----------------------------------------------------------- |
| Overgrootouders                                  | Odo I van Blois (950-996) ∞ Bertha van Bourgondië (967-1010)  | Odo I van Blois (950-996) ∞ Bertha van Bourgondië (967-1010)  | Willem IV van Auvergne (–1018) ∞ ? (-)                        | Willem IV van Auvergne (–1018) ∞ ? (-)                        | Hugo III van Maine (960/975-1016) ∞ ? (-)                   | Hugo III van Maine (960/975-1016) ∞ ? (-)                   | ? (-) ∞ ? (-)                                               | ? (-) ∞ ? (-)                                               |
| Grootouders                                      | Odo II van Blois (983-1037) ∞ Irmgard van Auvergne (990-1040) | Odo II van Blois (983-1037) ∞ Irmgard van Auvergne (990-1040) | Odo II van Blois (983-1037) ∞ Irmgard van Auvergne (990-1040) | Odo II van Blois (983-1037) ∞ Irmgard van Auvergne (990-1040) | Herbert I van Maine (990–1036) ∞ ? (-)                      | Herbert I van Maine (990–1036) ∞ ? (-)                      | Herbert I van Maine (990–1036) ∞ ? (-)                      | Herbert I van Maine (990–1036) ∞ ? (-)                      |
| Ouders                                           | Theobald III van Blois (1012-1089) ∞ Garsende van Maine (-)   | Theobald III van Blois (1012-1089) ∞ Garsende van Maine (-)   | Theobald III van Blois (1012-1089) ∞ Garsende van Maine (-)   | Theobald III van Blois (1012-1089) ∞ Garsende van Maine (-)   | Theobald III van Blois (1012-1089) ∞ Garsende van Maine (-) | Theobald III van Blois (1012-1089) ∞ Garsende van Maine (-) | Theobald III van Blois (1012-1089) ∞ Garsende van Maine (-) | Theobald III van Blois (1012-1089) ∞ Garsende van Maine (-) |